# Į̄̀
Į̃̀ (minuscule : į̃̀), appelé I macron accent grave ogonek, est une lettre latine utilisée dans l’écriture du tagish.
Il s’agit de la lettre I diacritée d’un macron, d’un accent grave et d’un ogonek.

## Représentations informatiques
Le I macron accent grave ogonek peut être représenté avec les caractères Unicode suivants : 
- composé et normalisé NFC (latin étendu A, diacritiques)[1],[2] :

| formes    | représentations | chaînes de caractères | points de code       | descriptions                                                                 |
| --------- | --------------- | --------------------- | -------------------- | ---------------------------------------------------------------------------- |
| capitale  | Į̄̀               | Į◌̄◌̀                   | U+012E U+0304 U+0300 | lettre majuscule latine i ogonek diacritique macron diacritique accent grave |
| minuscule | į̄̀               | į◌̄◌̀                   | U+012F U+0304 U+0300 | lettre minuscule latine i ogonek diacritique macron diacritique accent grave |

- décomposé et normalisé NFD (latin de base, diacritiques) :

| formes    | représentations | chaînes de caractères | points de code              | descriptions                                                                             |
| --------- | --------------- | --------------------- | --------------------------- | ---------------------------------------------------------------------------------------- |
| capitale  | Į̄̀               | I◌̨◌̄◌̀                  | U+0049 U+0328 U+0304 U+0300 | lettre majuscule latine i diacritique ogonek diacritique macron diacritique accent grave |
| minuscule | į̄̀               | i◌̨◌̄◌̀                  | U+0069 U+0328 U+0304 U+0300 | lettre minuscule latine i diacritique ogonek diacritique macron diacritique accent grave |